# Uri (India)
Uri (del urdu: اوڑی، جموں و کشمیر) es una localidad de la India del distrito de Baramulla, en el estado de Jammu y Cachemira.

## Geografía
Se encuentra a una altitud de 1 321 m s. n. m. a 102 km de la capital estatal, Srinagar, en la zona horaria UTC +5:30.

## Demografía
Según estimación 2010 contaba con una población de 6 912 habitantes.